# Ordine teutonico (nazismo)
L'Ordine teutonico (in tedesco: Deutscher Orden) fu la più importante delle onorificenze concesse dal Partito nazista e veniva concessa per i più alti meriti individuali nei confronti dello Stato e del partito.

## Storia
L'Ordine fu istituito nel febbraio 1942 ed ebbe fine con la caduta del regime. La denominazione dell'onorificenza fu data dall'esaltazione nazionalistica della Germania da parte dei membri del partito nazista e dall'interesse di alcuni d'essi per i culti mistico-religiosi e la volontà di rappresentazione, e forse anche ripresentazione, d'essi. La prima concessione di questa medaglia venne operata da Adolf Hitler in persona postuma per il ministro Fritz Todt, consegnata al suo funerale nel febbraio del 1942. Una seconda concessione postuma fu quella riservata all'SS-Obergruppenführer Reinhard Heydrich al suo funerale nel giugno di quello stesso anno.
Dopo queste prime concessioni, i cinici la definirono "l'Ordine dell'eroe morto" dal momento che essa veniva perlopiù concessa a personaggi ormai defunti e del resto è bene dire che solo poche persone ricevettero quest'onorificenza e sopravvissero al termine della guerra. Clamorosamente, malgrado l'ordine avesse una chiara compagine mistica, non venne mai concesso, date anche le sorti della guerra, ad Heinrich Himmler né al grand'ammiraglio Karl Dönitz, anche se alcuni storici moderni asseriscono che questo era nelle intenzioni di Hitler.
L'Ordine teutonico nazista non ha nulla a che vedere (anche se ne riprendeva il nome) con l'autentico Ordine Teutonico che nacque in Terra santa durante le Crociate. Soppresso da Napoleone Bonaparte nel 1809 e subito ripristinato dagli Asburgo, fu poi riformato nel 1929 dalla Santa Sede, che lo rese un ordine di canonici regolari per la cura d'anime e le opere di carità. Proprio per la sua chiara identità ecclesiale, l'Ordine Teutonico venne perseguitato dal regime nazista, che nel 1939 lo soppresse internando i suoi sacerdoti.

## Gradi
L'Ordine disponeva di 3 gradi di benemerenza:
- cavaliere di I classe: croce con spade e corona d'alloro
- cavaliere di II classe: croce con spade e fronde di quercia
- cavaliere di III classe: croce

## Insegne
La medaglia dell'Ordine era costituita da una croce teutonica smaltata di nero e bordata d'oro, avente a ciascun angolo delle proprie braccia un'aquila nazista in oro con le ali ribassate tenente tra le zampe una corona d'alloro con all'interno una svastica. Al centro della croce si trovava l'insegna del partito nazista tedesco: un tondo attorniato da una corona d'alloro in oro, all'interno della quale stava un anello bianco, all'interno del quale era posto un anello smaltato di bordeaux con in oro la scritta "NATIONAL-SOZIALISTISCHE-D.A.P.". Il cerchio centrale consisteva in una svastica nera su fondo bianco. In cima alla decorazione si trovavano due spade incrociate su una corona d'alloro sempre in oro e ancora sopra due foglie di quercia sottostanti un'aquila nazista con le ali spiegate tenente tra le zampe una corona d'alloro con una svastica, il tutto in oro. Il retro della medaglia riprendeva la colorazione del diritto e riportava in centro la firma di Hitler in oro.
Il nastro era simile a quello di altre decorazioni tedesche dell'epoca: bruno con una striscia bianca e una nera per parte.

## Elenco degli insigniti
Adolf Hitler considerava questa onorificenza come una sua decorazione personale, da conferire solo a coloro che riteneva degni per i servizi resi allo Stato, al partito e al popolo. Per questo motivo era anche informalmente nota come "Ordine di Hitler". Tra il 1942 e il 1945 questa onorificenza è stata concessa undici volte.
- Fritz Todt (postumo), 12 febbraio 1942
- Reinhard Heydrich (postumo), 9 giugno 1942
- Adolf Hühnlein (postumo), 21 giugno 1942
- Viktor Lutze (postumo), 8 maggio 1943
- Adolf Wagner (postumo), 17 aprile 1944
- Artur Axmann, 28 aprile 1945
- Josef Bürckel (postumo), 3 ottobre 1944
- Rudolf Schmundt (postumo), 7 ottobre 1944
- Konstantin Hierl, 24 febbraio 1945
- Karl Hanke, 12 aprile 1945 (ucciso l'8 giugno 1945)
- Karl Holz, 19 aprile 1945 (ucciso il giorno dopo)

## Curiosità
Georges Bataille tenne il 24 gennaio 1939 al Collège de sociologie una conferenza, di cui non è permasto testo, titolata: «Hitler et l'ordre teutonique» (Hitler e l'ordine teutonico).